# Ophrys apifera var. apifera
Ophrys apifera var. apifera Huds. es una especie de orquídeas monopodiales y terrestres de la subtribu Orchidinae de la  familia Orchidaceae.

Es la llamada orquídea abeja. En las islas Baleares se la llama abella apífera.

## Etimología
Su nombre " Ophrys " deriva de la palabra griega: "ophrys"="ceja" refiriéndose a la alta consideración que se tiene hacia este género.

Del latín "apifera"="parecida a abeja" refiriéndose a su labelo.  
Ophrys se menciona por vez primera en el libro "Historia Natural" de Plinio el Viejo (23-79 AD).

Estas Orquídeas se denominan las "Orquídeas abeja" porque las flores de algunas especies se asemejan a los peludos cuerpos de los abejas.

## Hábitat
Esta especie de hábitos terrestres  monopodial se distribuye desde el  Mediterráneo, Europa y el Cáucaso . En terrenos húmedos y en herbazales donde sobresale por su gran alzada casi 50 cm. 

## Descripción

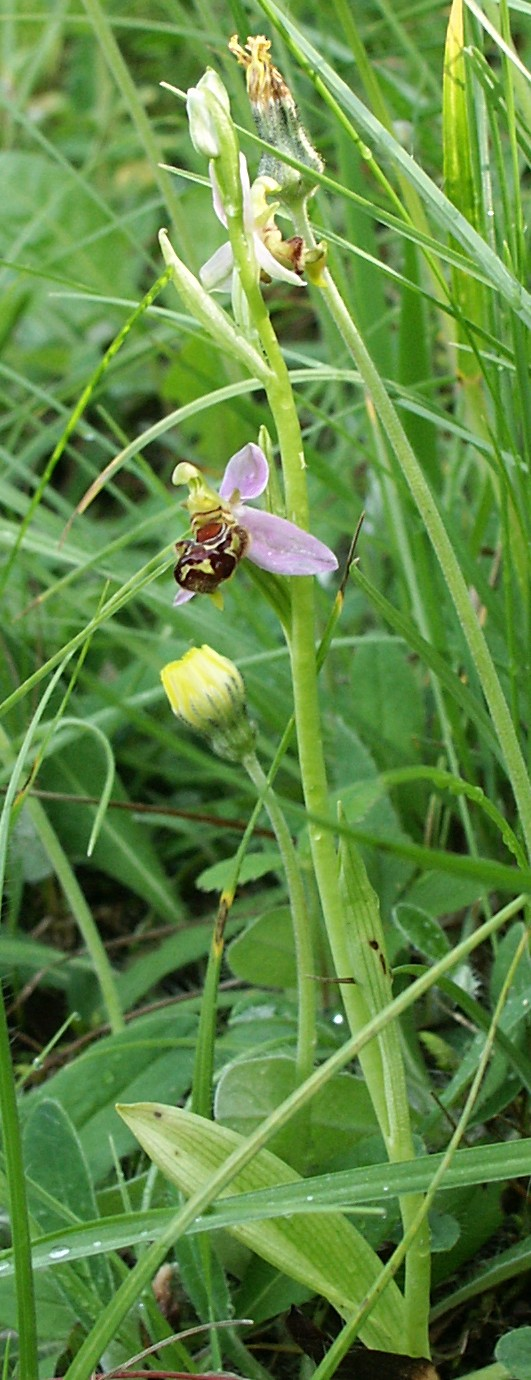
Ophrys apifera var. apifera
inflorescencia.

Durante el verano estas orquídeas están durmientes como un bulbo subterráneo tubérculo, que sirve como una reserva de alimento. Al final del verano-otoño desarrolla una roseta de hojas. También un nuevo tubérculo empieza a desarrollarse y madura hasta la siguiente primavera, el viejo tubérculo muere lentamente. En la próxima primavera el tallo floral empieza a desarrollarse, y durante la floración las hojas ya comienzan a marchitarse.
La mayoría de las orquídeas Ophrys dependen de un hongo simbionte, debido a esto desarrollan sólo un par de pequeñas hojas alternas. No pueden ser trasplantadas debido a esta simbiosis. Las pequeñas hojas basales forman una roseta a ras de suelo. Son oblongo lanceoladas redondeadas sin identaciones tienen un color verde azulado. Se desarrollan en otoño y pueden sobrevivir las heladas del invierno.
Ophrys apifera var. apifera es una orquídea terrestre que tiene tubérculo subterráneo, globular, y pequeño del cual sale el tallo floral erecto sencillo y sin ramificaciones. Las flores poseen un labelo de gran tamaño.  El labelo tiene un color marrón oscuro con manchas marrón más claro, líneas blancas y amarillo pálido. El labelo tiene tres lóbulos con los laterales que están vueltos hacia adelante con unos pelos finos y sedosos. El lóbulo mayor es redondeado abombado turgente con una base de pelos blanquecinos, a menudo tienen manchas violeta haciendo una X o una H.
Esta variedad tiene los sépalos iguales en tamaño y en consistencia de unos 7 mm de longitud y un color rosado homogéneo . De dos a diez flores se desarrollan en el tallo floral con hojas basales.
Las flores del género Ophrys son únicas, no solo por su inusual belleza, gradación de color y formas excepcionales, sino también por la ingenuidad con la que atraen a los insectos. Su labelo imita en este caso al abdomen (artrópodos) de una abeja o avispa. 
Esta sugestión visual sirve como reclamo íntimo. Esta polinización mímica está acrecentada al producir además la fragancia de la hembra del insecto en celo. Estas feromonas hacen que el insecto se acerque a investigar. Esto ocurre solamente en el periodo determinado en el que los machos están en celo y las hembras no han copulado aún. El insecto está tan excitado que empieza a copular con la flor. Esto se denomina "pseudocopulación", la firmeza, la suavidad, y los pelos aterciopelados del labelo, son los mayores incentivos, para que el insecto se introduzca en la flor. Las polinias se adhieren a la cabeza o al abdomen del insecto. Cuando vuelve a visitar otra flor los polinia golpean el estigma. Los filamentos de los polinia durante el transporte cambian de posición de tal manera que los céreos granos de polen puedan golpear al estigma, tal es el grado de refinamiento de la reproducción. Si los filamentos no toman la nueva posición los polinia podrían no haber fecundado la nueva orquídea.
Cada especie de este género tiene su propio insecto polinizador y depende completamente de esta especie polinizadora para su supervivencia. Lo que es más los machos embaucados es probable que no vuelvan o incluso que ignoren plantas de la misma especie. Por todo esto solamente cerca del 10 % de la población de Ophrys llega a ser polinizada. Esto es suficiente para preservar la población de Ophrys, si se tienen en cuenta que cada flor fertilizada produce 12,000 diminutas semillas.